# Les Âmes grises
Pour les articles homonymes, voir Les Âmes grises (film).
Les Âmes grises est un roman de Philippe Claudel publié le 20 août 2003 aux éditions Stock et ayant reçu le prix Renaudot la même année et le grand prix des lectrices de Elle en 2004. En 2015, l’œuvre est traduite dans plus de trente pays.

## Résumé
L'histoire se passe en décembre 1917 dans l'est de la France, dans un village à quelques kilomètres du front, sûrement près de Verdun, qui est confronté au meurtre d'une fillette, Belle de Jour. Le narrateur relate les réactions des uns et des autres : inspecteur, procureur, juge, notables et petites gens... Caractères et sentiments se dévoilent, affinités, soupçons et lâchetés... Les personnages ne sont pas des héros mais des « âmes grises », partagées entre le bien et le mal.

### Résumé par chapitre

#### Chapitre 1
Le narrateur introduit la ville de V. et quelques personnages, principalement le procureur Pierre Ange Destinat. Il traite du caractère et des habitudes détachés de ce dernier. Il en vient finalement à parler de Bourrache et de ses trois filles, surtout Belle de jour : la plus jeune et la plus innocente d’entre elles.

#### Chapitre 2
Le corps de Belle de jour a été retrouvé dans l’eau par le fils Bréchut. Les messieurs de V. ainsi que le maire, le juge Mierck, trois gendarmes et un militaire sont arrivés. Le juge ne prend pas l’affaire de ce crime au sérieux. Peu de gens l’aiment. Mais le médecin est une des rares personnes qui s’entendent bien avec lui. D’ailleurs, ils se ressemblent beaucoup. À la fin de ce chapitre, ils s’aperçoivent que Belle de jour a été étranglée.

#### Chapitre 3
Le troisième chapitre décrit le paysage de la ville : le Château, l’Usine qui a amené à l’édification d’une clinique, de deux écoles, d’une bibliothèque, de nouveaux logements et de deux canaux. Le Château a été construit par le père de Destinat, celui-ci y vit avec Barbe et le Grave, ses deux employés de résidence, depuis que ses parents et sa femme sont décédés. Le Château possède un parc qui longe le bord de la Guerlante, il y a même une petite maison. Un jour, un des directeurs de l’Usine vient demander à Destinat s’il serait d’accord de louer cette petite maison afin d’y loger des employés de l’Usine, il accepte.

#### Chapitre 4
Cette petite maison a été rénovée par l’Usine, dans les années 1897-1898. Puis, le premier locataire est arrivé, et est vite reparti. C’est également le cas des nombreux occupants suivants. Ils se ressemblent tous, gagnant le surnom de « Le Locataire » par les autres. Est ensuite décrite la routine de Destinat qui reste toujours la même au fil du temps. Il remporte toujours ses procès en expliquant précisément la scène de crime, puis va manger au Rébillon. Il aime voir le temps passer, derrière une fenêtre, ou sur un banc extérieur. Chaque jour, Destinat traverse le vestibule du Château où se trouve depuis des années le portrait de Clélis.

#### Chapitre 5
En 1914, avant le début de la guerre, il y a eu une perte d’ingénieurs à l’Usine. On fit savoir au Procureur qu’il n’y aurait plus de locataire. On apprend que lorsque la guerre fut là, tous les ouvriers de la ville, huit cents au total, ont été réquisitionnés pour le service civil. Ces hommes sont mal vus par ceux qui reviennent blessés des tranchées. On nous raconte le départ de Fracasse l’instituteur qui a eu le droit à une cérémonie. Son remplaçant est un homme plus mobilisable qui se fait surnommer le Contre, il a perdu la tête à cause de la guerre. Il se fait interner après s’être mis nu en chantant la Marseillaise devant les élèves et avoir essayé de brûler le drapeau français. Puis un jour, le 13 décembre 1914 Lysia Verhareine arrive dans la ville de P., elle va voir le maire pour devenir la nouvelle institutrice et celui-ci accepte. Lorsqu’on lui présente la classe encore imprégnée de l’incident du Contre, elle n’est pas dégoûtée et elle quitte la salle en souriant.

#### Chapitre 6
Le maire et Lysia V. visitent l’ancienne demeure de Fracasse qui fut, après le départ de ce dernier, complètement saccagée par son remplaçant, Conte. Un villageois propose l’idée de demander au Procureur que Lysia V. loge dans l’ancienne maison des ingénieurs.

#### Chapitre 7
Lysia et le maire se rendent au Château, chez Destinat, pour demander si la jeune institutrice peut loger dans la maison du parc. Quand ce dernier voit la jeune fille lui tendre la main, il observe d’abord ses chaussures avant de lui prendre la main qu’elle lui tend. Il garde sa main dans la sienne pendant ce qui paraît « une éternité » d’après le maire. Destinat accepte de loger Lysia dans la maison. Ensuite, pendant plusieurs jours, des coups de canon se font entendre dans le village, jour et nuit, pour rappeler aux gens que la guerre est toujours là. De jeunes hommes souriants s’y rendent en pensant pouvoir faire changer les choses. Pendant ce temps, la jeune institutrice s’est installée dans la maison et s’intégre peu à peu à la vie du village. Martial Maire, un garçon qui a été blessé à la tête, lui dépose des fleurs devant sa salle de classe avant de partir en courant, mais personne ne se moque de lui.

#### Chapitre 8
Ce passage est vide car il n'y a pas beaucoup de texte dans le livre mais il est important à lire pour comprendre le texte

#### Chapitre 9
Au printemps 1915, le narrateur fait sa promenade du dimanche avec une carabine donnée par Edmond Gachentard. Ce jour-là il est monté plus haut que d’habitude sur le coteau, et Lysia Verhareine est là, en train d’observer la ligne de front au loin, et écrit sur un cahier en maroquin rouge. Ils se fixent un moment en silence. Depuis, il l’évite, et continue ses promenades sur le coteau, ces fois en s’asseyant là où Lysia s'était assise.

## Personnages

### Le narrateur
Le narrateur est un personnage anonyme racontant, quelques années après, ce qu'il a vu, entendu et vécu autour du village de V. et de l'Affaire. Il a vécu cet événement de très près, car il était officier de police, et semble toujours l'être au moment où il raconte les faits. Il était marié à Clémence qui décéda au temps de l'Affaire, alors qu'elle devait être sur le point d'enfanter, ce qui eut un très grand impact sur lui, le plongeant dans une grande solitude. Il apparaît comme un personnage tourmenté lorsque nous apprenons qu'il a étouffé son fils, venant de naître, qu'il considérait comme le coupable du décès de sa femme.
Même si Mierck et Matziev ont défini que les coupables de la mort de Belle de Jour étaient les deux déserteurs, Maurice Rifolon et Yann Le Floc, le narrateur garde un doute quant à la vérité autour de l'Affaire, préférant vivre avec ce doute. La dernière phrase du texte sous-entend qu'il se suicide afin de rejoindre Clémence. (source "analyse de lœeuvre : les âmes grises" par Anne Crochet et Pierre-Maximilien Jenoudet)

### Pierre-Ange Destinat (le procureur)
Pierre-Ange Destinat est le procureur du village de V. Il s’agit d’un personnage froid et impassible qui, en dehors de son métier, passe une grande partie de son temps dans sa demeure, le château de V. construit par son père. Il eut une femme, Clélis Destinat ou Clélis de Vincey, qui mourut brutalement et dont le portrait orna le vestibule de l’habitation. Il décéda en 1921.
À partir des années 1897-1898, il accepte de louer une petite maison située dans son parc à certains employés de l’Usine de V. Dès 1914, c’est Lysia Verhareine, une nouvelle institutrice avec qui le procureur semble avoir sympathisé, qui occupe cette maison avant qu’elle ne se suicide. Il n’y aura plus de locataire depuis. Lysia le surnommait Tristesse.
Le narrateur pense qu'il s’agit du tueur de Belle de jour, puisque tout d’abord Joséphine l’a vu avec la jeune fille peu avant son meurtre, mais principalement, car Belle de jour ressemblait beaucoup à Clélis et Lysia. Cette ressemblance lui rappelle ces deux femmes et la peine qu’il a subie à la suite de leur décès, ainsi comme le narrateur le dit dans le livre : « Je me dis que Destinat n’étranglait pas une enfant, mais un souvenir, une souffrance, que soudain, sous ses doigts, c’était le fantôme de Clélis, et celui de Lysia Verhareine, à qui il tentait de tordre le cou pour s’en débarrasser à jamais, pour ne plus les voir, ne plus les entendre, ne plus les approcher dans ses nuits sans jamais pouvoir les atteindre, ne plus les aimer en vain » (p. 269). Le narrateur dépeint alors Destinat comme quelqu’un de brisé, hanté par le souvenir de sa femme et de sa locataire.

### Bourrache
Bourrache est le propriétaire du restaurant le Rébillon. Il a trois filles, Aline, Rose et celle qu'on surnomme Belle de Jour.

### Belle de jour
Belle de Jour est le surnom qui est donné à la plus jeune des trois filles de Bourrache. Ce surnom est dû à sa beauté pure, voire religieuse comme le dit Bourrache (p. 266), qui rappelle la fleur du même nom. Alors qu'elle était âgée d'une dizaine d'années, elle fut assassinée en hiver 1917, événement qui marque considérablement le village. L'affaire autour du décès de Belle de Jour constitue le fil rouge du narrateur.

### Mierck (le juge)
Mange des œufs mollets en totale indifférence devant le cadavre de la jeune fille.

### Barbe
Barbe travaille pour le procureur en tant qu'employée de maison. C'est elle qui apprend au narrateur le passé de Destinat et ce qui s'est passé dans le château entre Lysia Verhareine et lui.

### Le Grave
Le Grave est le mari de Barbe, il travaille lui aussi pour le procureur

### Lysia Verhareine
Lysia Verhareine n'a pas 22 ans quand elle arrive en 1914 dans la ville de P., venant du Nord. Elle devient la nouvelle institutrice de la ville après que le remplaçant/Le Contre s'est fait emmener dans une camisole de force. Elle s’est proposée pour le poste. Elle est toujours souriante, et de bonne humeur. Elle est comme une bouffée d'air frais dans cette ville sombre ravagée par la guerre.
Elle habite dans la maison qui est dans la cour du château du procureur, qu'elle surnomme Tristesse dans les lettres qu'elle envoie à l'amour de sa vie Bastien Francoeur, un soldat qui a été envoyé au front non loin de la ville de P. ; c'est pour lui qu'elle est venue vivre dans cette ville pour être proche de lui. Elle passe des heures sur une colline à observer le front, où son bien-aimé se bat et se fait une fois surprendre par le narrateur, qu'elle ne supporte pas ni tous les hommes qui ne sont pas partis se battre dans cette guerre alors qu'il aurait pu selon elle. Le jour où elle reçoit une lettre de l'armée qui lui dit que Bastien est mort, elle rdt incapable de continuer à vivre et elle se suicide dans la maison du château. C'est Destinat qui la retrouve.

### Joséphine
Joséphine est une amie d'enfance du narrateur, c'est elle qui a vu le procureur et Belle de jour le soir de l'assassinat de cette dernière.

### Maurice Rifolon
Maurice Rifolon a 22 ans. Il est né à Melun, il réside à Paris, 15 rue des Amandiers, dans le 20e arrondissement, il était ouvrier typographe avant la guerre. C'est un déserteur de l'armée française. Il se fait arrêter avec Yann le Floc pour le meurtre de Belle-de-jour. Ils sont tous les deux injustement accusés, car il n'y a aucune preuve contre eux. Rifolon, voyant que le juge et le colonel ne les lâcheraient pas, avoue avoir tué la petite fille et change ses réponses à l'interrogatoire pour qu'elles correspondent à leur version. Il fait cela pour en finir au plus vite, car il sait qu'il va de toute façon mourir. Si ce n'est pas à cause du meurtre ce sera parce qu'il a déserté. Une fois seul dans sa cellule il finit par se suicider.

### Yann Le Floc
Yann Le Floc a 20 ans. Il est né dans le village de Plouzagen en Bretagne qu'il n'a jamais quitté avant la guerre. C'est un déserteur de l'armée française. Il se fait arrêter avec Maurice Rifolon pour le meurtre de Belle-de-jour. Ils sont tous les deux injustement accusés, car il n'y a aucune preuve contre eux. Yann est paniqué durant tout l'interrogatoire. Il continue de dire qu'il est innocent.
Une fois dans sa cellule, il refuse de manger. On le ramène auprès de Mierck et Matziev qui sont en plein festin dans le bureau du maire, où il fait très chaud. Le Floc se met à hurler après l'annonce de la mort de Rifolon, le colonel l'arrête en lui donnant un coup de badine qui lui ouvre le visage. Puis Matziev demande qu'il soit attaché à un arbre de la cour, en plein hiver. Après plusieurs heures, Matziev et Mierck lui enlèvent ses vêtements avant de rentrer au chaud. Puis le colonel sort une nouvelle fois et lui verse un broc d'eau dessus, c'est à ce moment-là qu'il hurle qu'il est coupable, qu'il a tué la petite. Il finit par être fusillé pour désertion et pour le meurtre.
On le croit innocent, mais plus tard dans le récit, le narrateur apprend qu'Alfred Vignot, un de ses collègues, recherche un assassin nommé Yann Le Floc.

## Adaptation
Le roman a été adapté au cinéma en 2005 par Yves Angelo dans son film Les Âmes grises.

## Prix littéraires
- Prix Renaudot 2003
- Élu Meilleur livre de l'année 2003 par Lire
- Grand prix des lectrices de Elle 2004

## Éditions
- Éditions Stock, coll. « La Bleue », 2003,  (ISBN 978-2234056039).
- Le Livre de Poche, 2003,  (ISBN 978-2-253-10908-2).